# Johanna af Schultén
Johanna af Schultén (* 11. Mai 1965 in Helsinki) ist eine finnische Schauspielerin. 

## Leben
Johanna af Schultén studierte von 1985 bis 1989 erfolgreich Schauspiel an der Theaterakademie Helsinki. Seitdem war sie als Schauspielerin an unterschiedlichen Theatern in Finnland tätig, darunter am Schwedischen Theater in Turku und am Svenska Teatern in Helsingfors.
Seit Anfang der 1990er Jahre war sie in über 50 Film- und Fernsehproduktionen tätig. So spielte sie in Filmen wie Der Höllenflug und Auge um Auge und Fernsehserien wie Nymphs und Bordertown mit. Ihren größten Erfolg hatte sie mit der Verkörperung der Anu in dem von Saara Cantell inszenierten Drama Kohtaamisia. Für ihre Darstellung wurde sie als beste Nebendarstellerin für den finnischen Filmpreis Jussi nominiert.
Von 1999 bis 2010 war af Schultén mit dem vier Jahre jüngeren Schauspieler Janne Reinikainen verheiratet. Sie haben ein gemeinsames Kind. 

## Filmografie
- 1993: Der Höllenflug (Ripa ruostuu)
- 1999: Auge um Auge (Silmä silmästä)
- 2009: Kohtaamisia
- 2013: Nymphs (Nymfit, Fernsehserie, vier Folgen)
- 2014: Onneli und Anneli (Onneli ja Anneli)
- 2015: Onneli und Anneli im Winter (Onnelin ja Annelin talvi)
- 2016: Bordertown (Sorjonen, Fernsehserie, zwei Folgen)
- 2017: Nurses (Syke, Fernsehserie, eine Folge)